# Viburnum tricostatum
Viburnum tricostatum är en desmeknoppsväxtart som beskrevs av C. E. C. Fischer. Viburnum tricostatum ingår i släktet olvonsläktet, och familjen desmeknoppsväxter. Inga underarter finns listade i Catalogue of Life.